# El Pinar
El Pinar là một đô thị ở tỉnh Granada, cộng đồng tự trị Andalusia, Tây Ban Nha. Theo điều tra dân số 2010 của Viện thống kê Tây Ban Nha (INE), đô thị này có dân số là 1011 người. Diện tích đô thị này là 38,01 ki-lô-mét vuông. Đô thị này nằm ở độ cao 359 m trên mực nước biển.